# Inés de Borgoña (condesa de Poitiers)

Francia al inicio del, cuando vivió Inés de Borgoña

Inés de Borgoña (del francés: Agnès de Bourgogne) o Inés de Mâcon (Agnès de Mâcon) (ca. 990/995 - 10 de noviembre de 1068), fue una noble francesa del siglo XI, hija de Otón-Guillermo, conde de Mâcon y conde palatino de Borgoña (de la dinastía de los Unróquidas) y de Ermentrude Roucy, hija del conde vikingo Renaud de Roucy.
Estuvo casada en primeras nupcias (1018-30) con Guillermo V de Aquitania, duque de Aquitania y conde de Poitiers, y en segundas (1032-49) con Godofredo II de Anjou, conde de Anjou. Tuvo dos hijos y una hija, Inés de Poitou, que será la futura emperatriz consorte del Sacro Imperio Romano. Se vio involucrada en varias guerras entre sus hijos, hijastros y segundo esposo por los dominios de Poitiers y al final de su vida, ya divorciada, se dedicó a la fundación de nuevas instituciones religiosas.

## Biografía
No se sabe la fecha del nacimiento de Inés, pero es probablemente que fuera poco antes del año 1000. Inés descendía del linaje de los Anscaridos, siendo la hija de Otón-Guillermo, conde de Borgoña y conde de Mâcon, hijo de Adalberto I de Italia, sexto marqués de Ivrea y que se convirtió en rey de Italia en 950 junto a su abuelo Berengario II. La madre era Ermentrude de Roucy, hija del conde vikingo Renaud de Roucy, condesa de Mâcon, como viuda del Aubry II de Mâcon, con quien se había casado en primer lugar.
En 1002, su padre, Otón-Guillermo, ya conde de Borgoña tras la muerte de su padrastro Enrique I de Borgoña, heredó también el ducado de Borgoña. Pero, en 1004, el ducado de Borgoña fue anexado por el rey Roberto II de Francia al reino de Francia. Convencido de que debía ser soberano de sus propias tierras, Otón se rebeló contra Enrique II en el año 1016, después de que Rodolfo III de Borgoña, el último rey de esas tierras, hubiera hecho un homenaje a Enrique II en Estrasburgo, reconociéndole como su protector y heredero. (A la muerte de Otón, el condado pasó a formar parte de la soberanía de los emperadores alemanes.)

### Primer matrimonio: duquesa consorte de Aquitania
Inés de Borgoña se casó en 1018 con el conde Guillermo V de Aquitania (969–1030), con quien tuvo tres hijos:
- Pierre llamado Guillermo VII de Aquitania (y V de Poitiers) (1023-1058);
- Guy-Geoffroi llamado Guillermo VIII de Aquitania (o VI de Poitiers) (1023-1086), hermano gemelo de Pierre;
- Inés de Poitou (1025-1077) llamada Ala.

El 31 de enero de 1030 murió en Grand su esposo Guillermo, dejándola viuda con tres hijos, más dos hijos mayores de sus dos matrimonios anteriores.

### Segundo matrimonio: condesa consorte de Anjou
La única manera de recuperar su posición y asegurar el futuro de sus hijos en esa época era casarse de nuevo con un noble. Así que se casó con Godofredo II de Anjou, llamado Martel [Martillo] por sus habilidades bélicas, cuyo padre no era otro que Fulco III Nerra, el poderoso conde de Anjou. El matrimonio se celebró el 1 de enero de 1032. e Inés se trasladó con sus tres hijos a Anjou.
Como sus propios hijos, Pierre y Guy-Geoffrey, no eran los herederos del condado de Poitiers, su segundo esposo veía esto como una razón para tratar de emparentarlos con el Poitou. A partir de 1033, las tropas de Godofredo Martel invadieron el Poitou con el apoyo de algunos señores que se alinearon con la condesa Inés. Su hijastro, Guillermo VI de Aquitania, el Gordo, que había sucedido a su padre Guillermo V, fue hecho prisionero en la batalla de Montcoué (Montcouer) en septiembre de 1033. No fue liberado hasta finales 1036, después de casi tres años de prisión, contra un fuerte rescate (la cesión de las ciudades de Saintes y Burdeos). Tras ser liberado, retomó la guerra, pero de nuevo vencido, debió de ceder la isla de Oléron. Murió en Poitiers el 15 de diciembre de 1038 sin dejar hijos. El condado pasó entonces a su hermano Eudes de Poitiers, ya duque de Gascuña. Este último, salió de sus territorios para luchar contra las tropas de Godofredo y de Inés, y debió de dar media vuelta después de la primera derrota y concentrarse en la defensa del castillo de Mauzé, donde murió durante el sitio. 

### Regencia de Poitiers
Poitou pasó entonces al hijo mayor de Inés, Pierre, que tomó el nombre de Guillermo VII de Aquitania (y V de Poitiers), conocido como Guillermo VII l'Aigret [el Águila]. Siendo muy joven, fue su madre quien gobernó los territorios en su lugar desde 1039 a 1044; además, incluso pareció gobernar en solitario sin su esposo. Cuando transmitió el poder a Guillermo, ella le casó y tuvo la oportunidad de dar a su segundo hijo Guy-Geoffroi el ducado de Gascuña, por matrimonio con una heredera. Inés se reunió con Godofredo en Anjou y si no participó activamente en el gobierno sin duda tuvo cierta influencia sobre él.
Desde la Navidad de 1045, Inés y Godofredo se encontraban en Alemania en la corte imperial ya que desde 1043, su hija se había casado con Enrique III el Negro (1017-1056), Rey de Alemania. A continuación,  en el otoño de 1046 Enrique III, acompañado por Inés y Godofredo, cruzó los Alpes a la cabeza de un gran ejército y acompañado por una comitiva de los príncipes seculares y eclesiásticos del imperio, todos los cuales eran sus vasallos jurados. Enrique tenía dos intenciones: ser coronado emperador del Sacro Imperio Romano por el Papa en Roma y que el pontífice en cuestión tuviera un título inexpugnable. Participaron en el Concilio (o Sínodo) de Sutri que depuso a dos papas y entronizó a Clemente II, que se apresuró a coronar al emperador y a la emperatriz. Inés estaba en primer lugar en la consagración de su hija. Después de un peregrinaje al monte Garano, la pareja estaba de vuelta en el Poitou desde 1047, cuando fundaron la abadía de Notre Dame en Saintes. Entre 1047 y 1049, Inés fundó sola la abadía de Saint-Nicolas-de Poitiers.

### Separación de Godofredo
Entre 1049 y 1052, Inés y Godofredo se separaron. Las razones fueron varias, siendo la más lógica la ausencia de descendencia, aunque no hay que olvidar que el Concilio de Reims en 1049 había condenado ciertos matrimonios juzgados incestuosos, entre los que podría estar el suyo; y, además, Godofredo entró en guerra contra el rey de Francia, que apreciaba muy poco las libertades que se tomaba su vasallo con Alemania (parece que Godofredo tenía el proyecto de jurar lealtad al emperador y no depender ya del rey de Francia), y es muy posible que el rey haya impuesto a su vasallo derrotado el divorcio de su esposa. De hecho, aunque Inés exageró la influencia que tuvo sobre su marido, al ser natural de Borgoña y mantener fuertes lazos con su país de origen, podría haber sido ella la que impulsara la separación.

### Últimos años
Aun así, Inés volvió a la corte de Poitiers con su hijo Guillermo sobre el que parecía tener mucha influencia. Rápidamente, estalló una guerra entre Anjou y Poitou, que nunca habría sucedido probablemente si Inés no se hubiera divorciado de Godofredo Martel y que vio la victoria de Godofredo en 1053. Aunque el poder político de Inés disminuyó en seguida, esto no se aplica a su influencia que dispensa sin reparar en gastos para el beneficio de sus fundaciones.
En 1058 Guillermo reinició la guerra contra el conde de Anjou, presumiblemente debido a que su antiguo padrastro dio la dote de Inés a su última esposa, Adelaide. El conde de Poitou estaba a punto de ganar cuando murió de enfermedad en 1058. Fue sucedido por su hermano, Geoffrey Guy, que tomó el nombre dinástico de Guillermo VIII. El joven conde permaneció cerca de Godofredo Martel, que era la única figura paterna que había conocido, y se reconcilió  con Anjou. Pero solo durante el tiempo de vida de Godofredo Martel, ya que de hecho, después de su muerte, no dudó en atacar a sus herederos y tomar el control de la Saintonge desde 1062.
Inés, a pesar de su retiro, siguió estando muy activa y no dudó en viajar por todo el Poitou para participar en donaciones o simplemente ver a su hijo en la corte de Poitiers; y así hasta su muerte, el 10 de noviembre de 1088. Fue enterrada en su fundación de Saint-Nicolas-de Poitiers.